# Caroline van den Elsen
C.J.M. (Caroline) van den Elsen (Gemert, 1969) is een Nederlandse bestuurder en partijloos politica. Sinds 1 juni 2021 is zij burgemeester van Boekel.

## Biografie
Van den Elsen ging naar het vwo op het Zwijsen College Veghel en studeerde personeelswerk op het hbo in Tilburg. Zij was werkzaam bij onder andere het UWV. Van 2008 tot 2014 was zij namens Democratisch Dorpsbelang wethouder van Sociale Zaken, Financiën, P&O, Onderwijs in Veghel en van 2002 tot 2006 was zij er gemeenteraadslid. Van 2014 tot 2021 was zij werkzaam bij Integrale Bedrijven Noordoost-Brabant (IBN), achtereenvolgens als interim-manager hr, directeur talent & werk en directeur participatie.
Van den Elsen werd op 8 april 2021 door de gemeenteraad van Boekel voorgedragen als nieuwe burgemeester. Op 25 mei 2021 werd de voordracht overgenomen door de minister van Binnenlandse Zaken en Koninkrijksrelaties zodat zij bij koninklijk besluit benoemd kon worden met ingang van 1 juni 2021.
Van den Elsen is geboren in Gemert en verhuisde na een jaar naar Eerde. Daar woonde zij tot het burgemeesterschap, op haar studie in Tilburg na, al haar hele leven. Zij heeft een partner en twee zoons.